# Paul Comba
Paul G. Comba (Itália, 1926 — 5 de abril de 2017) foi um astrônomo italiano radicado nos Estados Unidos.
Mudou-se para os Estados Unidos em 1946 quando ganhou uma bolsa de estudos no Caltech onde obteve seu título de Ph.D. em matemática em 1951. Após seu doutorado, Comba lecionou na Universidade do Hawaii até 1960, quando foi para a IBM trabalhar como desenvolvedor de software.
Ele se especializou em asteroides e já tinha 498 descobertas até 2006. Também é conhecido pela Multiplicação de Comba, um algoritmo de multiplicação para computadores baseado em multiplicações longas usando lápis e papel.
Comba é o autor do Astronomical League's Asteroid Club Observing Guide , e um membro do Prescott Astronomy Club. 
Em 2003 ganhou o prémio Leslie C. Peltier por suas contribuições à astronomia.
O asteroide 7636 Comba foi assim nomeado em sua homenagem.

## Descobertas
| 7684 Marioferrero      | 3 de Março de 1997      |
| 8223 Bradshaw          | 6 de Agosto de 1996     |
| 8224 Fultonwright      | 6 de Agosto de 1996     |
| 8407 Houlahan          | 25 de Julho de 1995     |
| 8420 Angrogna          | 17 de Novembro de 1996  |
| 8580 Pinsky            | 14 de Dezembro de 1996  |
| 8583 Froberger         | 8 de Janeiro de 1997    |
| 8734 Warner            | 1 de Janeiro de 1997    |
| 8945 Cavaradossi       | 1 de Fevereiro de 1997  |
| 9238 Yavapai           | 28 de Abril de 1997     |
| 9445 Charpentier       | 8 de Maio de 1997       |
| 9662 Frankhubbard      | 12 de Abril de 1996     |
| 9669 Symmetria         | 8 de Julho de 1997      |
| 9902 Kirkpatrick       | 3 de Julho de 1997      |
| 9903 Leonhardt         | 4 de Julho de 1997      |
| 9987 Peano             | 29 de Julho de 1997     |
| 9988 Erictemplebell    | 9 de Setembro de 1997   |
| 10181 Davidacomba      | 26 de Março de 1996     |
| 10204 Turing           | 1 de Agosto de 1997     |
| 10382 Hadamard         | 15 de Setembro de 1996  |
| 10588 Adamcrandall     | 18 de Julho de 1996     |
| 10598 Markrees         | 13 de Outubro de 1996   |
| 10607 Amandahatton     | 13 de Novembro de 1996  |
| 10914 Tucker           | 31 de Dezembro de 1997  |
| 11156 Al-Khwarismi     | 31 de Dezembro de 1997  |
| 11341 Babbage          | 3 de Dezembro de 1996   |
| 11421 Cardano          | 10 de Junho de 1999     |
| 11665 Dirichlet        | 14 de abril de 1997     |
| 11709 Eudoxos          | 27 de abril de 1998     |
| 12007 Fermat           | 11 de outubro de 1996   |
| 12016 Green            | 1 de dezembro de 1996   |
| 12022 Hilbert          | 15 de dezembro de 1996  |
| 12032 Ivory            | 31 de janeiro de 1997   |
| 12040 Jacobi           | 8 de março de 1997      |
| 12045 Klein            | 30 de março de 1997     |
| 12473 Levi-Civita      | 10 de fevereiro de 1997 |
| 12493 Minkowski        | 4 de agosto de 1997     |
| 12513 Niven            | 27 de abril de 1998     |
| 12576 Oresme           | 5 de setembro de 1999   |
| 12874 Poisson          | 19 de agosto de 1998    |
| 13192 Quine            | 31 de janeiro de 1997   |
| 13642 Ricci            | 19 de abril de 1996     |
| 13658 Sylvester        | 18 de março de 1997     |
| 13672 Tarski           | 30 de maio de 1997      |
| 13673 Urysohn          | 1 de junho de 1997      |
| 14072 Volterra         | 21 de maio de 1996      |
| 14100 Weierstrass      | 8 de setembro de 1997   |
| 14526 Xenocrates       | 6 de maio de 1997       |
| 14960 Yule             | 21 de maio de 1996      |
| 14990 Zermelo          | 31 de outubro de 1997   |
| 14995 Archytas         | 5 de novembro de 1997   |
| 15378 Artin            | 7 de agosto de 1997     |
| 15396 Howardmoore      | 24 de outubro de 1997   |
| 15620 Beltrami         | 29 de abril de 2000     |
| 15896 Birkhoff         | 13 de junho de 1997     |
| 15938 Bohnenblust      | 27 de dezembro de 1997  |
| 16065 Borel            | 11 de setembro de 1999  |
| 16246 Cantor           | 27 de abril de 2000     |
| 16249 Cauchy           | 29 de abril de 2000     |
| 16755 Cayley           | 9 de setembro de 1996   |
| 16765 Agnesi           | 16 de outubro de 1996   |
| 16810 Pavelaleksandrov | 25 de outubro de 1997   |
| 16856 Banach           | 28 de dezembro de 1997  |
| 16953 Besicovitch      | 27 de maio de 1998      |
| 17076 Betti            | 18 de abril de 1999     |
| 17285 Bezout           | 3 de julho de 2000      |
| 17637 Blaschke         | 11 de agosto de 1996    |
| 17653 Bochner          | 10 de novembro de 1996  |
| 17696 Bombelli         | 8 de março de 1997      |
| 17703 Bombieri         | 9 de setembro de 1997   |
| 17734 Boole            | 22 de janeiro de 1998   |
| 17891 Buraliforti      | 6 de março de 1999      |
| 17917 Cartan           | 15 de abril de 1999     |
| 18059 Cavalieri        | 15 de dezembro de 1999  |
| 18498 Cesaro           | 22 de junho de 1996     |
| 18510 Chasles          | 16 de setembro de 1996  |
| 18548 Christoffel      | 10 de janeiro de 1997   |
| 18555 Courant          | 4 de fevereiro de 1997  |
| 18560 Coxeter          | 7 de março de 1997      |
| 18734 Darboux          | 20 de junho de 1998     |
| 19293 Dedekind         | 18 de julho de 1996     |
| 19349 Denjoy           | 13 de fevereiro de 1997 |
| 19462 Ulissedini       | 27 de abril de 1998     |
| 19570 Jessedouglas     | 13 de junho de 1999     |
| 19617 Duhamel          | 8 de agosto de 1999     |
| 20135 Juels            | 7 de maio de 1996       |
| 20136 Eisenhart        | 8 de julho de 1996      |
| 20155 Utewindolf       | 13 de outubro de 1996   |
| 20156 Herbwindolf      | 13 de outubro de 1996   |
| 20174 Eisenstein       | 13 de dezembro de 1996  |
| 20197 Enriques         | 14 de fevereiro de 1997 |
| 20394 Fatou            | 28 de junho de 1998     |
| 21276 Feller           | 8 de outubro de 1996    |
| 21331 Lodovicoferrari  | 17 de janeiro de 1997   |
| 21451 Fisher           | 28 de abril de 1998     |
| 21537 Frechet          | 15 de agosto de 1998    |
| 21659 Fredholm         | 13 de agosto de 1999    |
| 21665 Frege            | 5 de setembro de 1999   |
| 22474 Frobenius        | 8 de março de 1997      |
| 22495 Fubini           | 6 de maio de 1997       |
| 22497 Immanuelfuchs    | 30 de maio de 1997      |
| 22611 Galerkin         | 17 de maio de 1998      |
| 23625 Gelfond          | 19 de novembro de 1996  |
| 23699 Paulgordan       | 8 de julho de 1997      |
| 23776 Gosset           | 17 de agosto de 1998    |
| 23777 Goursat          | 23 de agosto de 1998    |
| 23889 Hermanngrassmann | 26 de setembro de 1998  |
| 24907 Alfredhaar       | 4 de fevereiro de 1997  |
| 24935 Godfreyhardy     | 28 de abril de 1997     |
| 24944 Harish-Chandra   | 11 de junho de 1997     |
| 24947 Hausdorff        | 7 de julho de 1997      |
| 24998 Hermite          | 28 de julho de 1998     |
| 25000 Astrometria      | 28 de julho de 1998     |
| 25029 Ludwighesse      | 26 de agosto de 1998    |
| 25082 Williamhodge     | 15 de setembro de 1998  |
| 25142 Hopf             | 26 de setembro de 1998  |
| 25237 Hurwitz          | 20 de outubro de 1998   |
| 25593 Camillejordan    | 28 de dezembro de 1999  |
| 25604 Karlin           | 4 de janeiro de 2000    |
| 25624 Kronecker        | 6 de janeiro de 2000    |
| 25628 Kummer           | 7 de janeiro de 2000    |
| 26205 Kuratowski       | 11 de junho de 1997     |
| 26276 Natrees          | 20 de setembro de 1998  |
| 26277 Ianrees          | 20 de setembro de 1998  |
| 26357 Laguerre         | 27 de dezembro de 1998  |
| 26908 Lebesgue         | 11 de abril de 1996     |
| 26909 Lefschetz        | 24 de abril de 1996     |
| 26950 Legendre         | 11 de maio de 1997      |
| 26955 Lie              | 30 de junho de 1997     |
| 26960 Liouville        | 8 de julho de 1997      |
| 26993 Littlewood       | 3 de dezembro de 1997   |
| 27056 Ginoloria        | 26 de setembro de 1998  |
| 27114 Lukasiewicz      | 19 de novembro de 1998  |
| 27500 Mandelbrot       | 12 de abril de 2000     |
| 27514 Markov           | 26 de abril de 2000     |
| 27915 Nancywright      | 30 de outubro de 1996   |
| 27922 Mascheroni       | 8 de dezembro de 1996   |
| 27947 Emilemathieu     | 9 de julho de 1997      |
| 27975 Mazurkiewicz     | 23 de outubro de 1997   |
| 27988 Menabrea         | 7 de novembro de 1997   |
| 28394 Mittag-Leffler   | 13 de setembro de 1999  |
| 28516 Möbius           | 27 de fevereiro de 2000 |
| 28729 Moivre           | 11 de abril de 2000     |
| 28766 Monge            | 29 de abril de 2000     |
| 29435 Mordell          | 8 de maio de 1997       |
| 29447 Jerzyneyman      | 12 de agosto de 1997    |
| 29448 Pappos           | 23 de agosto de 1997    |
| 29458 Pearson          | 30 de setembro de 1997  |
| 29463 Benjaminpeirce   | 2 de outubro de 1997    |
| 29491 Pfaff            | 23 de novembro de 1997  |
| 29613 Charlespicard    | 16 de setembro de 1998  |
| 29643 Plucker          | 15 de novembro de 1998  |
| 29646 Polya            | 16 de novembro de 1998  |
| 29647 Poncelet         | 17 de novembro de 1998  |
| 29700 Salmon           | 19 de dezembro de 1998  |
| 29837 Savage           | 21 de março de 1999     |
| 29910 Segre            | 14 de maio de 1999      |
| 30305 Severi           | 1 de maio de 2000       |
| 30306 Frigyesriesz     | 2 de maio de 2000       |
| 30307 Marcelriesz      | 2 de maio de 2000       |
| 30417 Staudt           | 1 de junho de 2000      |
| 30418 Jakobsteiner     | 1 de junho de 2000      |
| 30443 Stieltjes        | 3 de julho de 2000      |
| 30445 Stirling         | 5 de julho de 2000      |
| 30566 Stokes           | 29 de julho de 2001     |
| 31043 Sturm            | 11 de junho de 1996     |
| 31122 Brooktaylor      | 21 de setembro de 1997  |
| 31189 Tricomi          | 27 de dezembro de 1997  |
| 31665 Veblen           | 10 de maio de 1999      |
| 31823 Viete            | 4 de outubro de 1999    |
| 31931 Sipiera          | 10 de abril de 2000     |
| 31956 Wald             | 13 de abril de 2000     |
| 31982 Johnwallis       | 30 de abril de 2000     |
| 32267 Hermannweyl      | 1 de agosto de 2000     |
| 33004 Dianesipiera     | 2 de março de 1997      |
| (33044) 1997 UE        | 20 de outubro de 1997   |
| (33113) 1998 BZ        | 22 de janeiro de 1998   |
| (33152) 1998 DV        | 26 de fevereiro de 1998 |
| (33432) 1999 ET        | 15 de março de 1999     |
| (33693) 1999 KA        | 16 de maio de 1999      |
| (33954) 2000 ND        | 1 de julho de 2000      |
| (33955) 2000 NC        | 6 de julho de 2000      |
| (33996) 2000 OK        | 28 de julho de 2000     |
| (34086) 2000 PP        | 5 de agosto de 2000     |
| (34170) 2000 QX        | 26 de agosto de 2000    |
| (35278) 1996 SM        | 16 de setembro de 1996  |
| (35374) 1997 VK        | 1 de novembro de 1997   |
| (35440) 1998 BG        | 29 de janeiro de 1998   |
| (35469) 1998 ED        | 2 de março de 1998      |
| (35946) 1999 KO        | 20 de maio de 1999      |
| (36297) 2000 JM        | 5 de maio de 2000       |
| (36425) 2000 PM        | 5 de agosto de 2000     |
| (37707) 1996 RK        | 15 de setembro de 1996  |
| (37791) 1997 VB        | 7 de novembro de 1997   |
| (37861) 1998 FA        | 23 de março de 1998     |
| (37862) 1998 FR        | 24 de março de 1998     |
| (38025) 1998 QF        | 17 de agosto de 1998    |
| (38450) 1999 TH        | 2 de outubro de 1999    |
| (38455) 1999 TK        | 4 de outubro de 1999    |
| (38458) 1999 TP        | 12 de outubro de 1999   |
| (38607) 2000 AN        | 4 de janeiro de 2000    |
| (39687) 1996 RL        | 15 de setembro de 1996  |
| (39697) 1996 TH        | 9 de outubro de 1996    |
| (39715) 1996 VT        | 2 de novembro de 1996   |
| (39827) 1998 BA        | 19 de janeiro de 1998   |
| (40093) 1998 NH        | 15 de julho de 1998     |
| (40255) 1999 CN        | 12 de fevereiro de 1999 |
| (40326) 1999 MA        | 18 de junho de 1999     |
| (40445) 1999 RY        | 12 de setembro de 1999  |
| (40742) 1999 TK        | 2 de outubro de 1999    |
| (40743) 1999 TL        | 2 de outubro de 1999    |
| (41338) 1999 YF        | 25 de dezembro de 1999  |
| (41455) 2000 NC        | 1 de julho de 2000      |
| (41456) 2000 NT        | 3 de julho de 2000      |
| (42579) 1997 BV        | 31 de janeiro de 1997   |
| (42689) 1998 KX        | 23 de maio de 1998      |
| (42706) 1998 QY        | 19 de agosto de 1998    |
| (43194) 2000 AJ        | 4 de janeiro de 2000    |
| (43499) 2001 CY        | 3 de fevereiro de 2001  |
| (44002) 1997 ST        | 23 de setembro de 1997  |
| (44115) 1998 HQ        | 28 de abril de 1998     |
| (44172) 1998 KN        | 28 de maio de 1998      |
| (44233) 1998 QM        | 26 de agosto de 1998    |
| (44710) 1999 TM        | 4 de outubro de 1999    |
| (44721) 1999 TG        | 8 de outubro de 1999    |
| (44723) 1999 TQ        | 12 de outubro de 1999   |
| (44725) 1999 TD        | 13 de outubro de 1999   |
| (45039) 1999 XW        | 4 de dezembro de 1999   |
| (45266) 2000 AK        | 4 de janeiro de 2000    |
| (45546) 2000 CE        | 6 de fevereiro de 2000  |
| (45578) 2000 CL        | 8 de fevereiro de 2000  |
| (45770) 2000 NM        | 5 de julho de 2000      |
| (46723) 1997 RS        | 5 de setembro de 1997   |
| (46825) 1998 OJ        | 25 de julho de 1998     |
| (46830) 1998 PU        | 15 de agosto de 1998    |
| (46831) 1998 QH        | 17 de agosto de 1998    |
| (46877) 1998 RU        | 12 de setembro de 1998  |
| (47166) 1999 TT        | 15 de outubro de 1999   |
| (47465) 1999 YZ        | 28 de dezembro de 1999  |
| (48703) 1996 JQ        | 12 de maio de 1996      |
| (48716) 1996 RH        | 13 de setembro de 1996  |
| (48912) 1998 OT        | 24 de julho de 1998     |
| (48913) 1998 OH        | 25 de julho de 1998     |
| (48933) 1998 QD        | 17 de agosto de 1998    |
| (49346) 1998 WK        | 21 de novembro de 1998  |
| (49621) 1999 GL        | 6 de abril de 1999      |
| (49677) 1999 TB        | 4 de outubro de 1999    |
| 49777 Cappi            | 2 de dezembro de 1999   |
| (50034) 2000 AJ        | 6 de janeiro de 2000    |
| (50234) 2000 BP        | 27 de janeiro de 2000   |
| (50270) 2000 CJ        | 2 de fevereiro de 2000  |
| (50602) 2000 EM        | 10 de março de 2000     |
| (50863) 2000 GN        | 4 de abril de 2000      |
| (52541) 1996 VB        | 1 de novembro de 1996   |
| (52548) 1996 XD        | 3 de dezembro de 1996   |
| (52567) 1997 HN        | 28 de abril de 1997     |
| (52610) 1997 UK        | 23 de outubro de 1997   |
| (52612) 1997 UH        | 27 de outubro de 1997   |
| (52769) 1998 OF        | 26 de julho de 1998     |
| (53249) 1999 DD        | 20 de fevereiro de 1999 |
| (53320) 1999 JW        | 14 de maio de 1999      |
| (53574) 2000 CH        | 7 de fevereiro de 2000  |
| (53740) 2000 EN        | 10 de março de 2000     |
| (53741) 2000 ER        | 10 de março de 2000     |
| (53841) 2000 FX        | 26 de março de 2000     |
| (54100) 2000 HL        | 28 de abril de 2000     |
| (54101) 2000 HM        | 28 de abril de 2000     |
| (54102) 2000 HN        | 28 de abril de 2000     |
| (54232) 2000 JL        | 9 de maio de 2000       |
| (54327) 2000 KB        | 27 de maio de 2000      |
| (54400) 2000 LD        | 1 de junho de 2000      |
| (54609) 2000 RN        | 4 de setembro de 2000   |
| (54620) 2000 ST        | 23 de setembro de 2000  |
| (54909) 2001 OP        | 29 de julho de 2001     |
| (55192) 2001 RN        | 8 de setembro de 2001   |
| (55880) 1997 WS        | 18 de novembro de 1997  |
| (55906) 1998 DS        | 28 de fevereiro de 1998 |
| (56043) 1998 XQ        | 14 de dezembro de 1998  |
| (56163) 1999 DE        | 22 de fevereiro de 1999 |
| (56215) 1999 HH        | 17 de abril de 1999     |
| (56568) 2000 JN        | 9 de maio de 2000       |
| (56629) 2000 KV        | 25 de maio de 2000      |
| (56676) 2000 LC        | 1 de junho de 2000      |
| (57010) 2000 TP        | 3 de outubro de 2000    |
| (58458) 1996 KP        | 21 de maio de 1996      |
| (58461) 1996 ML        | 22 de junho de 1996     |
| (58558) 1997 LE        | 9 de junho de 1997      |
| (59095) 1998 WK        | 16 de novembro de 1998  |
| (59159) 1998 YX        | 24 de dezembro de 1998  |
| (59161) 1998 YL        | 27 de dezembro de 1998  |
| (59366) 1999 EE        | 12 de março de 1999     |
| (59367) 1999 EQ        | 15 de março de 1999     |
| (59730) 1999 LW        | 7 de junho de 1999      |
| (59832) 1999 RW        | 13 de setembro de 1999  |
| (60667) 2000 GQ        | 4 de abril de 2000      |
| (61062) 2000 LF        | 3 de junho de 2000      |
| (61067) 2000 LQ        | 6 de junho de 2000      |
| (61068) 2000 LR        | 6 de junho de 2000      |
| (61130) 2000 NK        | 2 de julho de 2000      |
| (61133) 2000 NL        | 5 de julho de 2000      |
| (61191) 2000 OA        | 21 de julho de 2000     |
| (61193) 2000 OQ        | 26 de julho de 2000     |
| (61383) 2000 QB        | 20 de agosto de 2000    |
| (62031) 2000 RS        | 5 de setembro de 2000   |
| (62138) 2000 SO        | 22 de setembro de 2000  |
| (65830) 1996 XA        | 1 de dezembro de 1996   |
| (65868) 1997 RR        | 8 de setembro de 1997   |
| (66453) 1999 PC        | 3 de agosto de 1999     |
| (67283) 2000 GN        | 2 de abril de 2000      |
| (67285) 2000 GH        | 5 de abril de 2000      |
| (67540) 2000 SX        | 24 de setembro de 2000  |
| (68263) 2001 EW        | 14 de março de 2001     |
| (69430) 1996 GA        | 15 de abril de 1996     |
| (69451) 1996 TD        | 8 de outubro de 1996    |
| (69493) 1997 AO        | 11 de janeiro de 1997   |
| (69545) 1997 JF        | 11 de maio de 1997      |
| (69559) 1997 UG        | 27 de outubro de 1997   |
| (69686) 1998 HR        | 28 de abril de 1998     |
| (69749) 1998 MZ        | 21 de junho de 1998     |
| (69760) 1998 PR        | 15 de agosto de 1998    |
| (69762) 1998 QS        | 23 de agosto de 1998    |
| (69837) 1998 SE        | 19 de setembro de 1998  |
| (69932) 1998 UK        | 16 de outubro de 1998   |
| (70015) 1998 YT        | 19 de dezembro de 1998  |
| (70017) 1998 YL        | 26 de dezembro de 1998  |
| (70407) 1999 SE        | 18 de setembro de 1999  |
| (70431) 1999 TD        | 4 de outubro de 1999    |
| (70452) 1999 TH        | 15 de outubro de 1999   |
| (71220) 1999 YY        | 31 de dezembro de 1999  |
| (71235) 2000 AD        | 4 de janeiro de 2000    |
| (72520) 2001 DB        | 24 de fevereiro de 2001 |
| (72831) 2001 HJ        | 23 de abril de 2001     |
| (73868) 1997 AD        | 1 de janeiro de 1997    |
| (73923) 1997 MU        | 30 de junho de 1997     |
| (73993) 1998 FZ        | 22 de março de 1998     |
| (74056) 1998 KM        | 28 de maio de 1998      |
| (74068) 1998 MJ        | 22 de junho de 1998     |
| (74587) 1999 ON        | 21 de julho de 1999     |
| (74597) 1999 RG        | 3 de setembro de 1999   |
| (75247) 1999 XJ        | 1 de dezembro de 1999   |
| (75271) 1999 XE        | 7 de dezembro de 1999   |
| (75449) 1999 XH        | 15 de dezembro de 1999  |
| (75572) 2000 AO        | 4 de janeiro de 2000    |
| (75744) 2000 AF        | 10 de janeiro de 2000   |
| (75760) 2000 AP        | 12 de janeiro de 2000   |
| (75851) 2000 CF        | 1 de fevereiro de 2000  |
| (76200) 2000 EL        | 10 de março de 2000     |
| (76638) 2000 HS        | 29 de abril de 2000     |
| (77158) 2001 EN        | 15 de março de 2001     |
| (77179) 2001 FV        | 19 de março de 2001     |
| (77869) 2001 SA        | 16 de setembro de 2001  |
| (79341) 1996 UT        | 30 de outubro de 1996   |
| (79357) 1997 CP        | 4 de fevereiro de 1997  |
| (79408) 1997 JE        | 8 de maio de 1997       |
| (79443) 1997 UL        | 23 de outubro de 1997   |
| (79528) 1998 QG        | 17 de agosto de 1998    |
| (79872) 1998 YU        | 24 de dezembro de 1998  |
| (79873) 1998 YJ        | 27 de dezembro de 1998  |
| (80447) 1999 YQ        | 31 de dezembro de 1999  |
| (80614) 2000 AO        | 12 de janeiro de 2000   |
| (80632) 2000 AL        | 15 de janeiro de 2000   |
| (80693) 2000 CH        | 1 de fevereiro de 2000  |
| (80694) 2000 CN        | 2 de fevereiro de 2000  |
| (80695) 2000 CP        | 2 de fevereiro de 2000  |
| (80780) 2000 CM        | 8 de fevereiro de 2000  |
| (80973) 2000 EQ        | 3 de março de 2000      |
| (80974) 2000 ER        | 3 de março de 2000      |
| (81037) 2000 EN        | 11 de março de 2000     |
| (81294) 2000 GM        | 2 de abril de 2000      |
| (81297) 2000 GR        | 4 de abril de 2000      |
| (81674) 2000 JC        | 2 de maio de 2000       |
| (81679) 2000 JB        | 4 de maio de 2000       |
| (81796) 2000 KH        | 23 de maio de 2000      |
| (81887) 2000 LS        | 9 de junho de 2000      |
| (85426) 1997 AK        | 10 de janeiro de 1997   |
| (85430) 1997 BW        | 31 de janeiro de 1997   |
| (85488) 1997 SH        | 23 de setembro de 1997  |
| (85949) 1999 EX        | 10 de março de 1999     |
| (86205) 1999 TC        | 4 de outubro de 1999    |
| (86455) 2000 CF        | 6 de fevereiro de 2000  |
| (86549) 2000 EG        | 2 de março de 2000      |
| (86707) 2000 GJ        | 2 de abril de 2000      |
| (86814) 2000 GB        | 13 de abril de 2000     |
| (87033) 2000 KK        | 24 de maio de 2000      |
| (87034) 2000 KT        | 26 de maio de 2000      |
| (87125) 2000 MS        | 25 de junho de 2000     |
| (87130) 2000 NE        | 1 de julho de 2000      |
| (88388) 2001 QT        | 16 de agosto de 2001    |
| (88638) 2001 RL        | 13 de setembro de 2001  |
| (90861) 1996 JD        | 7 de maio de 1996       |
| (90864) 1996 RJ        | 9 de setembro de 1996   |
| (90886) 1996 YT        | 18 de dezembro de 1996  |
| (90943) 1997 UX        | 24 de outubro de 1997   |
| (91149) 1998 PS        | 15 de agosto de 1998    |
| (91394) 1999 LM        | 6 de junho de 1999      |
| (91430) 1999 RL        | 4 de setembro de 1999   |
| (91432) 1999 RF        | 4 de setembro de 1999   |
| (91588) 1999 TJ        | 2 de outubro de 1999    |
| (91591) 1999 TJ        | 4 de outubro de 1999    |
| (91595) 1999 TZ        | 9 de outubro de 1999    |
| (91846) 1999 UY        | 31 de outubro de 1999   |
| (92301) 2000 FG        | 25 de março de 2000     |
| (92350) 2000 HK        | 28 de abril de 2000     |
| (92354) 2000 HR        | 29 de abril de 2000     |
| (92495) 2000 NY        | 4 de julho de 2000      |
| (92613) 2000 QO        | 21 de agosto de 2000    |
| (93051) 2000 SP        | 22 de setembro de 2000  |
| (93484) 2000 TP        | 5 de outubro de 2000    |
| (94319) 2001 FX        | 17 de março de 2001     |
| (96299) 1996 SO        | 18 de setembro de 1996  |
| (96314) 1997 AL        | 8 de janeiro de 1997    |
| (96415) 1998 FX        | 22 de março de 1998     |
| (96492) 1998 KL        | 28 de maio de 1998      |
| (96634) 1999 GF        | 9 de abril de 1999      |
| (96652) 1999 HA        | 16 de abril de 1999     |
| (96875) 1999 TE        | 8 de outubro de 1999    |
| (97033) 1999 UW        | 31 de outubro de 1999   |
| (97196) 1999 XR        | 3 de dezembro de 1999   |
| (97270) 1999 XK        | 15 de dezembro de 1999  |
| (97678) 2000 GS        | 4 de abril de 2000      |
| (97778) 2000 KG        | 31 de maio de 2000      |
| (97831) 2000 PN        | 5 de agosto de 2000     |
| (97832) 2000 PQ        | 5 de agosto de 2000     |
| (98070) 2000 RQ        | 5 de setembro de 2000   |
| (98551) 2000 WK        | 18 de novembro de 2000  |
| (98967) 2001 DT        | 16 de fevereiro de 2001 |
| 99201 Sattler          | 25 de abril de 2001     |
| (100444) 1996 RK       | 9 de setembro de 1996   |
| (100457) 1996 TJ       | 7 de outubro de 1996    |
| (100486) 1996 VH       | 7 de novembro de 1996   |
| (100497) 1996 XB       | 1 de dezembro de 1996   |
| (100564) 1997 GU       | 9 de abril de 1997      |
| (100631) 1997 UH       | 29 de outubro de 1997   |
| (101172) 1998 SF       | 19 de setembro de 1998  |
| (101196) 1998 SM       | 24 de setembro de 1998  |
| (101362) 1998 UP       | 17 de outubro de 1998   |
| (101364) 1998 US       | 18 de outubro de 1998   |
| (101533) 1998 YK       | 26 de dezembro de 1998  |
| (101613) 1999 CX       | 12 de fevereiro de 1999 |
| (101614) 1999 CY       | 12 de fevereiro de 1999 |
| (101718) 1999 EB       | 6 de março de 1999      |
| (101719) 1999 EF       | 10 de março de 1999     |
| (101894) 1999 PD       | 9 de agosto de 1999     |
| (101895) 1999 PE       | 11 de agosto de 1999    |
| (101896) 1999 PM       | 12 de agosto de 1999    |
| (102227) 1999 TB       | 13 de outubro de 1999   |
| (103019) 1999 XG       | 11 de dezembro de 1999  |
| (103423) 2000 AM       | 11 de janeiro de 2000   |
| (103574) 2000 CR       | 3 de fevereiro de 2000  |
| (103575) 2000 CS       | 3 de fevereiro de 2000  |
| (103655) 2000 CC       | 6 de fevereiro de 2000  |
| (104114) 2000 EO       | 10 de março de 2000     |
| (104445) 2000 GA       | 7 de abril de 2000      |
| (104644) 2000 GG       | 11 de abril de 2000     |
| (104913) 2000 JK       | 9 de maio de 2000       |
| (104995) 2000 KJ       | 23 de maio de 2000      |
| (105000) 2000 KZ       | 27 de maio de 2000      |
| (105227) 2000 PO       | 5 de agosto de 2000     |
| (105379) 2000 QR       | 31 de agosto de 2000    |
| (105632) 2000 SQ       | 22 de setembro de 2000  |
| (106539) 2000 WA       | 28 de novembro de 2000  |
| (107371) 2001 CN       | 12 de fevereiro de 2001 |
| (107401) 2001 DS       | 16 de fevereiro de 2001 |
| (109644) 2001 RO       | 9 de setembro de 2001   |
| (109661) 2001 RQ       | 12 de setembro de 2001  |
| (111830) 2002 EO       | 14 de março de 2002     |
| (118242) 1997 NM       | 9 de julho de 1997      |
| (118288) 1998 SK       | 20 de setembro de 1998  |
| (118477) 2000 AQ       | 12 de janeiro de 2000   |
| (118570) 2000 GP       | 4 de abril de 2000      |
| (120660) 1996 VA       | 1 de novembro de 1996   |
| (120680) 1997 BT       | 31 de janeiro de 1997   |
| (121205) 1999 PG       | 8 de agosto de 1999     |
| (121333) 1999 TF       | 4 de outubro de 1999    |
| (121340) 1999 TO       | 15 de outubro de 1999   |
| (121706) 1999 XE       | 9 de dezembro de 1999   |
| (121709) 1999 XJ       | 11 de dezembro de 1999  |
| (121760) 1999 YY       | 28 de dezembro de 1999  |
| (121762) 1999 YW       | 30 de dezembro de 1999  |
| (121805) 2000 AS       | 12 de janeiro de 2000   |
| (121953) 2000 EP       | 10 de março de 2000     |
| (121954) 2000 EQ       | 10 de março de 2000     |
| (122044) 2000 GQ       | 9 de abril de 2000      |
| (122162) 2000 KX       | 26 de maio de 2000      |
| (122228) 2000 OA       | 27 de julho de 2000     |
| (122229) 2000 OC       | 27 de julho de 2000     |
| (122273) 2000 PT       | 3 de agosto de 2000     |
| (122383) 2000 QW       | 26 de agosto de 2000    |
| (124176) 2001 OJ       | 24 de julho de 2001     |
| (129548) 1996 TC       | 11 de outubro de 1996   |
| (129589) 1997 UD       | 20 de outubro de 1997   |
| (129754) 1999 EE       | 9 de março de 1999      |
| (130240) 2000 CD       | 6 de fevereiro de 2000  |
| (130245) 2000 CO       | 8 de fevereiro de 2000  |
| (130281) 2000 EM       | 2 de março de 2000      |
| (130779) 2000 TQ       | 3 de outubro de 2000    |
| (131247) 2001 FU       | 19 de março de 2001     |
| (132163) 2002 EM       | 14 de março de 2002     |